# Erased (série télévisée)
Erased (僕だけがいない街, Boku dake ga inai machi, littéralement « La ville sans moi ») est une série télévisée de thriller fantastique japonaise en 12 épisodes de 30 minutes basé sur le manga éponyme de Kei Sanbe (2012), créée par le mangaka Kei Sanbe et réalisée par Ten Shimoyama, mondialement diffusée le 15 décembre 2017 sur Netflix. Il s'agit d'un remake de la série du même nom sortie en 2016.

## Distribution
- Yuki Furukawa : Satoru Fujinuma
  - Reo Uchikawa : Satoru Fujinuma, jeune
- Mio Yuki : Airi Katagiri
- Noriko Eguchi : Akemi Hinazuki
  - Rinka Kakihara : Kayo Hinazuki, jeune
- Shigeyuki Totsugi : Gaku Yashiro
- Jin Shirasu : Kenya Kobayashi
- Hidekazu Mashima : Makoto Sawada
- Tomoka Kurotani : Sachiko Fujinuma

## Production

### Tournage
Ten Shimoyama et l’équipe du tournage débutent leurs prises de vues en format 4K Ultra HD dans la ville portuaire Tomakomai sur l'île d'Hokkaidō au Japon, où se déroule l’histoire elle-même.

### Fiche technique
- Titre original : 僕だけがいない街
- Titre international : Erased
- Création : Kei Sanbe
- Réalisation : Ten Shimoyama
- Scénario : Tomomi Okubo, d’après le manga éponyme de Kei Sanbe (2012)
- Photographie : Koshi Kiyokawa
- Sociétés de production : Kansai Telecasting Corporation
- Sociétés de distribution : Netflix
- Pays d'origine :  Japon
- Langue originale : japonais
- Format : couleur
- Genre : thriller fantastique
- Nombre de saisons : 1
- Nombre d'épisodes : 12
- Durée : 30 minutes
- Date de première diffusion : 15 décembre 2017 sur Netflix (mondialement)

## Diffusion internationale
Erased est diffusée le 15 décembre 2017 sur Netflix, dans 190 pays,.

## Épisodes

### Saison 1
| No | Titre français                  | Titre original          | Date de 1re diffusion |
| -- | ------------------------------- | ----------------------- | --------------------- |
| 1  | Le flash du passé dans mes yeux | Flashing before my eyes | 15 décembre 2017      |
| 2  | La paume de la main             | Palm of the hand        | 15 décembre 2017      |
| 3  | La tache de naissance           | Birthmark               | 15 décembre 2017      |
| 4  | Accomplissement                 | Accomplishment          | 15 décembre 2017      |
| 5  | Va-t-en                         | Getaway                 | 15 décembre 2017      |
| 6  | Faucheuse                       | Grim reaper             | 15 décembre 2017      |
| 7  | Hors de contrôle                | Out of control          | 15 décembre 2017      |
| 8  | Spirale                         | Spiral                  | 15 décembre 2017      |
| 9  | Fermeture                       | Closure                 | 15 décembre 2017      |
| 10 | Joie                            | Joy                     | 15 décembre 2017      |
| 11 | Future                          | Future                  | 15 décembre 2017      |
| 12 | Trésor                          | Treasure                | 15 décembre 2017      |